# The Butcher & The Blade
 (juillet 2021).
Palmarès
1 fois PWR Tag Team Champions
The Butcher & The Blade est une équipe de catcheurs Heel, composée de The Butcher (Andy Williams (guitariste)), The Blade et The Bunny. Le trio travaille actuellement à la All Elite Wrestling.

## Histoire

### Circuit Indépendant (2017-2019)
Ils firent leurs débuts le 9 septembre 2017 à la PWR en battant The Upper Echelon pour les titres par équipe de la fédération

### All Elite Wrestling (2019-...)
Le 27 novembre 2019 à Dynamite, les deux hommes effectuent leurs débuts à la All Elite Wrestling, en tant que Heel, en attaquant Cody Rhodes avec une combinaison de Neck Breaker et Drop Kick, rejoints ensuite par The Bunny qui s'allie officiellement avec eux. Quinze jours plus tard à Dynamite, ils effectuent leur premier match en battant leur même adversaire et QT Marshall.
Le 8 juillet 2020 à Fyter Fest - Night 2, les Lucha Brothers et eux battent les Young Bucks et FTR dans un 8-Man Tag Team match. Le 5 septembre à All Out, ils ne remportent pas la 21-Man Casino Battle Royal, gagnée par Lance Archer, et ne deviennent pas aspirants n°1 au titre mondial de la AEW.
Le 18 novembre à Dynamite, The Blade perd face à PAC. Après le combat, les Lucha Brothers effectuent un Face Turn en se ralliant au Britannique, car les deux luchadors empêchent les deux hommes d'attaquer leur partenaire, ce qui met fin à leur alliance avec eux.
Le 10 mars 2021 à Dynamite, TH2 et le trio sont recrutés par Matt Hardy, qui crée le clan Hardy Family Office (HFO).
Le 19 janvier 2022 à Dynamite, Matt Hardy cède 51% de la Hardy Family Office à Andrade El Idolo et nomme ce dernier président du clan, qui devient Andrade Hardy Family Office (AHFO).
Le 28 mai 2023 à Double or Nothing, ils ne remportent pas le titre International de la AEW, battus par Orange Cassidy dans un 21-Man Blackjack Battle Royal.

## Palmarès
- Pro Wrestling Rampage
  - 1 fois PWR Tag Team Champions

### Classement de magazines
- Pro Wrestling Illustrated

| Année | 2001 | 2002 à 2005 | 2006 | 2007       | 2008 | 2009 | 2010 | 2011 | 2012 | 2013 | 2014 | 2015 | 2016 | 2017 | 2018 | 2019 | 2020 | 2021       | 2022 |
| ----- | ---- | ----------- | ---- | ---------- | ---- | ---- | ---- | ---- | ---- | ---- | ---- | ---- | ---- | ---- | ---- | ---- | ---- | ---------- | ---- |
| Rang  | 500  | Non classé  | 463  | Non classé | 256  | 248  | 294  | 303  | 299  | 275  | 249  | 232  | 159  | 139  | 218  | 229  | 313  | Non classé | 454  |

| Année | 2017 | 2018       | 2019 | 2021       | 2022 |
| Rang  | 456  | Non-classé | 433  | Non-classé | 458  |